# Language Barrier
Language Barrier – siódmy album studyjny jamajskiej sekcji rytmicznej Sly & Robbie.
Płyta została wydana w roku 1985 przez brytyjską wytwórnię Island Records. Nagrania zostały zarejestrowane w Quad Recording Studio w Nowym Jorku. Ich produkcją zajął się Bill Laswell. 

## Lista utworów
1. "Make 'Em Move"
2. "No Name On the Bullet"
3. "Miles (Black Satin)"
4. "Bass & Trouble"
5. "Language Barier"
6. "Get To This, Get To That"

## Muzycy
- Pat Thrall - gitara
- Eddie Martinez - gitara
- Barry Reynolds - gitara
- Michael Hampton - gitara
- Mikey "Mao" Chung - gitara
- Robbie Shakespeare - gitara basowa
- Sly Dunbar - perkusja
- Daniel Ponce - perkusja
- Robert Lynn - instrumenty klawiszowe
- Wally Badarou - instrumenty klawiszowe
- Herbie Hancock - instrumenty klawiszowe
- George "Bernie" Worrell - instrumenty klawiszowe
- Manu Dibango - saksofon
- Bob Dylan - melodyka
- Bernard Fowler - wokal
- Kevin "Afrika Bambaataa" Donovan - wokal
- Douglas "Doug E. Fresh" Davis - beatbox